# Metropolia San Salvador
Metropolia San Salvador – metropolia rzymskokatolicka w Salwadorze utworzona 11 lutego 1913.

## Diecezje wchodzące w skład metropolii
- Archidiecezja San Salvador
  - Diecezja Chalatenango
  - Diecezja San Miguel
  - Diecezja San Vicente
  - Diecezja Santa Ana
  - Diecezja Santiago de María
  - Diecezja Sonsonate
  - Diecezja Zacatecoluca

## Biskupi
- Metropolita: abp José Luis Escobar Alas (od 2008) (San Salvador)
- Sufragan: bp Oswaldo Estéfano Escobar Aguilar (od 2016) (Chalatenango)
- Sufragan: bp Fabio Reynaldo Colindres Abarca (od 2018) (San Miguel)
- Sufragan: bp José Elías Rauda Gutiérrez (od 2009) (San Vicente)
- Sufragan: bp Miguel Ángel Morán Aquino (od 2016) (Santa Ana)
- Sufragan: bp William Ernesto Iraheta Rivera (od 2016) (Santiago de María)
- Sufragan: bp Constantino Barrera Morales (od 2012) (Sonsonate)
- Sufragan: bp Elías Samuel Bolaños Avelar (od 1998) (Zacatecoluca)

## Główne świątynie metropolii
- Bazylika katedralna Najświętszego Zbawiciela w San Salvador
- Bazylika Matki Boskiej z Gwadelupy w San Salvador
- Katedra św. Jana Chrzciciela w Chalatenango
- Bazylika katedralna Królowej Pokoju w San Miguel
- Katedra św. Wincenta w San Vicente
- Bazylika Matki Boskiej z Pilar w San Vicente
- Katedra Matki Boskiej z Santa Ana
- Katedra św. Jakuba Apostoła w Santiago de Maria
- Katedra Trójcy Przenajświętszej w Sonsonate
- Katedra Matki Boskiej od ubogich w Zacatecoluca